# Синагога Боянер Ребе
Синагога Боянер Ребе — юдейська синагога в Чернівцях. Не збереглася.

## Історія
Синагога "Боянер Ребе" слугувала чернівецькою резиденцією духовного лідера боянської гілки буковинських хасидів — рабина Менахема Нахума Фрідмана. Боянський ребе був правнуком і послідовником славнозвісного Ружинського цадика та садгірського рабина і чудотворця Ісраеля Фрідмана. Поряд із будинком знаходиться синагога, де молилися боянські хасиди, коли приїздили в Чернівці.